# سلمان يوسف خان
سلمان يوسف خان (مواليد 12 يونيو 1985) راقص هندي وممثل ومصمم رقصات وقاضي تلفزيوني. شارك وفاز بجائزة رقص الهند رقص 1. كما شارك في كاترون كه كيلادي 5 وجلاك دكلا جا.

## روابط خارجية
- سلمان يوسف خان في قاعدة بيانات الأفلام على الإنترنت
- سلمان يوسف خان على إنستغرام